# Гребенне (Томашівський повіт)
Гребенне (пол. Hrebenne) — село в Польщі, у гміні Любича-Королівська Томашівського повіту Люблінського воєводства. Населення — 308 осіб (2011).

## Розташування
Знаходиться на Закерзонні (в історичному Надсянні).
Через село проходить державна траса № 17, недалеко розташовано прикордонний пункт пропуску «Рава-Руська — Гребенне».

## Історія
Перший раз село згадано у джерелах у 1458 році, коли було передане у власність Ратиборові. Наприкінці XVI століття тут вибухнуло селянське повстання, яке було криваво придушене.
У польському географічному словнику зазначено, що селяни Гребенного вміли лікувати «американську хворобу», що поширювалась всією територією Європи.

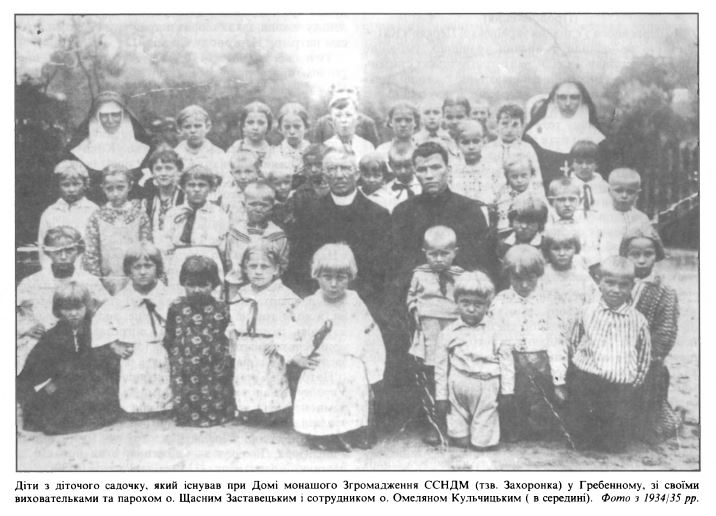
Дитячий садок в Гребенному. 1934 рік.

До Другої світової війни село входило до ґміни Сєдліска Равського повіту Львівського воєводства.
За підрахунками Володимира Кубійовича, населення Гребенного станом на 1 січня 1939 року становило 1630 осіб, з них українців-грекокатоликів — 1420, українців-латинників — 160, поляків — 30, євреїв — 10, німців та осіб інших національностей — 10.
Після Другої світової війни село опинилося у складі Польщі. 21-25 червня 1947 року під час операції «Вісла» польська армія виселила з Гребенного на щойно приєднані до Польщі північно-західні терени 742 українців. У селі залишилося 672 поляки. Ще 29 невиселених українців підлягали виселенню.
У 1957 році в місцевій школі було відновлене факультативне вивчення української мови, того року її вивчав 31 учень.
У 1975—1998 роках село належало до Замойського воєводства.

## Населення
Демографічна структура станом на 31 березня 2011 року:
|          | Загалом | Допрацездатний вік | Працездатний вік | Постпрацездатний вік |
| -------- | ------- | ------------------ | ---------------- | -------------------- |
| Чоловіки | 166     | 36                 | 112              | 18                   |
| Жінки    | 142     | 18                 | 87               | 37                   |
| Разом    | 308     | 54                 | 199              | 55                   |

## Церковна громада
Парох Гребенного обслуговував філіальні церкви у Мостах Малих і Селиськах. За даними церковних шематизмів, у Гребенному в різні роки мешкали українці греко-католики:
| рік  | Гребенне, ос. | разом з філіями, ос. |
| ---- | ------------- | -------------------- |
| 1840 | 418           | 857                  |
| 1859 | 478           | 1020                 |
| 1879 | 682           | 1131                 |
| 1899 | 951           | 1534                 |
| 1926 | 1000          | 1750                 |
| 1938 | 1417          | 2302                 |

Крім того, 1938 року в Гребенному і околиці мешкало 400 латинників (полонізованих українців) і 40 євреїв.
Наприкінці 1980-х років греко-католицьку парохію в Гребенному приділено до Перемиського деканату. Від 1998 року село обслуговує декан Перемиський о. Іван Тарапацький. Під час реконструкції в храмі виявлено ікону Пресвятої Богородиці.
Станом на 1959 р. у Гребенному мешкало близько 35 родин греко-католиків українців. Вони просили присилати їм свого священика. Натомість настоятель православної парафії з Грубешева отець Микола Осьценко пробував перетягнути їх на православ'я. У Гребенному діяло відділення Українського суспільно-культурного товариства в Любліні.

## Пам'ятки
- Церква св. Миколая (дерев'яна), збудована у 1697—1700 роках, оновлена 1882 та відремонтована 2009 року. Розташована на крутій горі, біля підніжжя якої прокладена траса з Рави-Руської до Любліна.

Докладніше див. статтю Церква св. Миколая в Гребенному.
- В лісі на північ від села, по дорозі до залізничної станції, знаходиться старий цвинтар, на якому до наших днів збереглися надгробні пам'ятники, виконані майстрами Бруснівської каменярської школи.

## Уродженці
- Дуркевич Микола Михайлович (1936—2021) — український перекладач.
- Іваницька Надія Степанівна (1938—1982) — український філолог, етнограф, фольклорист, поетеса.
- Козак Михайло (нар. 1932) — український педагог, громадський діяч[11].